# 第七号輸送艦
第七号輸送艦 （だいななごうゆそうかん）は、日本海軍の輸送艦。第一号型輸送艦の7番艦。離島への輸送任務中に撃沈された。

## 艦歴
マル戦計画の計画名特務艦特型、仮称艦名第2907号艦として計画。1944年4月1日、三菱重工業横浜造船所で建造番号552番船として起工。5月10日、第七号輸送艦と命名。同日付で第一号型輸送艦の7番艦に定められ、本籍を横須賀鎮守府と仮定。7月3日進水。8月15日竣工し、本籍を横須賀鎮守府に定められ、連合艦隊附属に編入。輸送任務に従事。
8月31日、3830船団（3隻）を本艦ほか2隻で護衛し硫黄島へ向け館山発。同日、潜水艦を探知し爆雷戦を行う。
9月1日、「父島方面敵機動部隊策動」の知らせにより、船団は八丈島への避難を命じられる。2日、八丈島神湊に入港。4日、船団は常用石炭不足となった常磐山丸を残し、八丈島発。8日、父島二見港に入港。11日、父島を発し硫黄島へ向かったが、同日第二博運丸が被雷沈没したため救助を行う。本艦は八丈島での揚塔を命じられ、揚塔後横須賀へ帰投。25日、連合艦隊隷下に新編された第二輸送隊に編入。
12月27日、硫黄島輸送作戦中、硫黄島東方でアメリカ駆逐艦と交戦し沈没した。
1945年3月10日、第七号輸送艦は第一号型輸送艦と第二輸送隊から削除され、帝国輸送艦籍から除かれた。

## 艦長
艤装員長
1. 篠田良知 少佐：1944年7月31日 - 1944年8月15日

輸送艦長
1. 篠田良知 少佐/中佐：1944年8月15日 - 1944年12月15日
2. 鳥海金吾 中佐：1944年12月15日 - 1945年1月5日